# دانيال شيلدون غرينبيرغ
دانيال شيلدون غرينبيرغ (بالإنجليزية: Daniel S. Greenberg)‏ هو صحفي وعالم سياسة أمريكي، ولد في 1931.